# Mía (canción de Juan Camacho)
«Mía» es una canción compuesta por el cantante Juan Camacho y que grabó para la discográfica CBS en el año 1974. 
Después de la primera experiencia musical con el anterior sencillo, Camacho fichó para esta multinacional, que andaba falta de artistas dentro de su catálogo.
Los dos nuevos temas —extraídos del primer LP, Juan Camacho— confirmaron lo que la crítica española venía afirmando tras sus presentaciones en Madrid y Barcelona, que era un cantante con un futuro muy prometedor, no sólo en España sino también en Sudamérica. "Mía" valió para colarse entre los puestos importantes de las listas de éxitos de aquella primavera de 1974.
"Mi soledad" fue compuesta por Ignacio Egaña, exintegrante del grupo Barrabás. En una presentación de Juan Camacho con sus músicos para Radio Nacional de España el cantante dice lo siguiente sobre la canción: «Trata más o menos de la soledad del hombre. Es una canción que sacó Iñaki, el que iba antes con Barrabás. Nosotros hemos querido grabarla porque esta canción tiene interior, y se llama "Mi soledad"».
Los dos temas fueron grabados en Londres contando con la participación en los arreglos de John Cameron y Reg Guest, considerados los mejores arreglistas británicos del momento.
De este sencillo, CBS editó una versión promocional para entregar a los críticos musicales de la prensa escrita y radiada. La diferencia con el sencillo oficial es la carencia de portada y la galleta del mismo, puesto que la oficial llevaba los colores corporativos de la casa discográfica y el sencillo promo era de color blanco.

## Créditos
- Fotografía: F. Ontañón
- Ingeniero de sonido: José Loeches / Raúl Marcos
- Arreglos: John Cameron / Reg Guest
- Carlos Villa: guitarra
- Eduardo Leyva: teclados
- Producción: Juan Pardo
- Una producción Piraña Musical para discos CBS